# Флавій Сатурнін
Флавій Сатурнін (*Flavius Saturninus, д/н —400/404) — державний і військовий діяч часів пізньої Римської імперії.

## Життєпис
Походження достеменно невідоме. Замолоду поступив до війська, служив вже за часів Констанція II. 350 року вітав Фемістія, коли той вперше прибув до Константинополя. Згодом отримає титул куропалата. У 361 році він був усунений з посади Халкідонським судом, дорученим новим імператором Юліаном судити чиновників Констанція II, які вчинили зловживання. Повернувся до імператорського двору за часів імператора Валента. Відомо, що 373 року був вже комітом.
Відзначився у кампанії 377—378 років проти готів на чолі із Фрітігерном, зокрема у битві при Ад Саліцес в Мезії. За цим призначається magister equitum (магістром кінноти). Разом з магістром піхоти Траяном перекрив проходи в Балканських горах, щоб готи не пройшли. У серпні 378 року вимушений був під тиском вестготів та їх союзників аланів відступити. 9 серпня брав участь у битві під Адріанополем, але зміг врятуватися. Відступив до Константинополя, який успішно захищав разом з Флавієм Віктором.
382 року призначається magister militum per Thracias (військовим магістром Фракії). За наказом імператора Феодосія I уклав в жовтні того ж року угоду з Фрітігерном, за яким імперія надавала готам землю у Верхній Мезії. Натомість ті ставали федератами. 383 року призначається консулом.
Згадується у 388 році як один з впливовіших сановників імператора в Константинополі. Ймовірно став тоді ж сенатором. Після смерті Феодосія I в 395 році Сатурнін залишився на сході разом з імператором Аркадієм. Відоме його листування з єпископом Григорієм Богословом, підтримував монастирі. 396 року разом з Прокопієм очолив суд над своїм другом Флавієм Тімасієм, якого було засуджено до вигнання.
400 року позбавлений посад внаслідок інтриг magister militum Гайна. Помер до 404 року. Його дружина Кастриція була запеклою супротивницею константинопольського архієпископа Івана Золотоустого.